# 世界スカウトムート
世界スカウトムート（せかいスカウトムート、英: World Scout Moot）は、世界スカウト機構が主催する、18歳以上〜25歳以下の成人スカウト（日本連盟におけるローバースカウト年代）を対象とした世界規模の大会である。
世界市民としての国際理解を向上させ、地域社会への関与について実用的かつ生きた経験を提供する目的で、4年に1度開催されている。

## 歴史
最初の世界スカウトムートは1931年に「World Rover Moot」として開催され、その後は1961年まで約4年ごとに開かれた。1965年と1982年の間は「Moot Year」、1990年と1996年の間は「World Moot」と名前を変えて実施された。
1985年の世界スカウト会議にて、再びムートを実施することが決定され、1993年には4年ごとの開催が決まった。1990年にはオーストラリアで8th World Mootが、1992年にはスイスで9th World Mootが開催された。これらのイベントはローバースに限らず、スカウト運動に参加する若い成人メンバーも対象としたものであったが、参加者は少なかった。イベントは基本的に娯楽的性質のもので、「面白い」あるいは「冒険的」な活動が行われた。また、比較的貧しい国、あるいは遠くの国に住んでいる多くの参加希望者にとって参加は困難であった。 
1993年のインドネシアで第1回世界地域社会開発キャンプ（COMDECA）が開催された。このイベントはインドネシアスカウト連盟の主導によるところが大きかったが、世界レベルでこの種のイベントが開催されたのはこれが初めてであった。COMDECAは基本的に1つの村落地域社会に拠点を置く自発的ワークキャンプであり、活動の重点は現地のインフラや施設の改善に置かれていた。16歳から25歳までの青年が対象とされたが、外国からの参加は非常に少なく、参加者の大部分はインドネシアの、ホスト国出身者だった。セミナー型活動も導入され、地域社会開発活動におけるスカウト活動の役割について議論し、よく考える機会が与えられた。 
上記のように、再開されたWorld MootもCOMDECAも、スカウト運動の若い成人メンバーに大きな影響を及ぼしたわけではなかった。しかし、どちらのイベントもより多数の若い成人にとって重要な構成要素が含まれている。 
世界イベントは、知識を習得し、新しい技術を学び、様々な態度を身に付ける場でなければならない。つまり、現在スカウト活動で実施されている青年向け教育プログラムの延長でなければならない。この教育という点に留意し、世界スカウト会議は1990年、青年プログラムに対し適用されているものと同じ原則が、世界スカウトムートの開催時にも適用されるよう求める内容の決議を採択した。世界スカウト会議は1993年にも似た動機から、世界スカウト委員会に対し地域社会への参加に重点を置いた世界スカウトムート向けの新しい理由書を起草するよう要請を行った。  
このような経緯で2000年の11th World Scoutより、名前を「世界スカウトムート」とすることで「ムート」という名称は残しつつ、ムートの目的について再定義することとなった。
2021年に開催が予定されていた16th World Scout Mootはコロナウイルス感染拡大の影響を受け、2022年に延期され、その後中止が決まった。

## 各大会の一覧
| 開催年         | 大会名                                                      | 開催国           | 開催場所                                         | 参加者数 | 参加連盟数 | 開催候補国                   |
| -------------- | ----------------------------------------------------------- | ---------------- | ------------------------------------------------ | -------- | ---------- | ---------------------------- |
| 1931年         | 1st World Rover Moot （第1回 世界ローバームート）           | スイス           | カンデルシュテーク（Kandersteg)                  | 3,000    | 20         |                              |
| 1935年         | 2nd World Rover Moot （第2回 世界ローバームート）           | スウェーデン     | インガロ（Ingarö）                               | 3,000    | 26         |                              |
| 1939年         | 3rd World Rover Moot （第3回 世界ローバームート）           | スコットランド   | モンジー（Monzie）                               | 3,500    | 42         |                              |
| 1949年         | 4th World Rover Moot （第4回 世界ローバームート）           | ノルウェー       | シャーク（Skjåk）                                | 2,500    | 40         |                              |
| 1953年         | 5th World Rover Moot （第5回 世界ローバームート）           | スイス           | カンデルシュテーク（Kandersteg)                  | 4,168    | 41         |                              |
| 1957年         | 6th World Rover Moot （第6回 世界ローバームート）           | イギリス         | サットン・コールドフィールド（Sutton Coldfield） | 3,500    | 61         |                              |
| 1961年         | 7th World Rover Moot （第7回 世界ローバームート）           | オーストラリア   | メルボルン（Melbourne）                          | 969      | 15         |                              |
| 1965-1966年    | Moot Year                                                   |                  |                                                  | 3,599    |            |                              |
| 1969-1970年    | Moot Year                                                   |                  |                                                  | 7,250    |            |                              |
| 1973-1974年    | Moot Year                                                   |                  |                                                  | 11,000   |            |                              |
| 1977-1978年    | Moot Year                                                   |                  |                                                  | 14,560   |            |                              |
| 1981-1982年    | Moot Year                                                   |                  |                                                  | 22,380   |            |                              |
| 1990-1991年    | 8th World Moot （第8回 世界ムート）                         | オーストラリア   | メルボルン（Melbourne）                          | 1,000    | 36         |                              |
| 1992年         | 9th World Moot （第9回 世界ムート）                         | スイス           | カンデルシュテーク（Kandersteg)                  | 1,400    | 52         |                              |
| 1993年         | 1st COMDECA                                                 | インドネシア     |                                                  |          | 24         |                              |
| 1996年         | 10th World Moot （第10回 世界ムート）                       | スウェーデン     | ランズバーグ（Ransberg）                         | 2,608    | 78         |                              |
| 2000年         | 11th World Scout Moot （第11回 世界スカウトムート）         | メキシコ         |                                                  | 5,000    | 71         |                              |
| 2004年         | 12th World Scout Moot （第12回 世界スカウトムート）         | 中華民国（台湾） | 花蓮（Hualien）                                  | 2,500    | 83         | オーストリア                 |
| 2008年         | 13th World Scout Moot （第13回 世界スカウトムート）（中止） | モザンビーク     |                                                  |          |            | アイスランド、ポルトガル     |
| 2010年         | 13th World Scout Moot （第13回 世界スカウトムート）         | ケニア           | ナイロビ（Nairobi）                              | 1,924    | 69         |                              |
| 2013年         | 14th World Scout Moot （第14回 世界スカウトムート）         | カナダ           | ケベック（Quebec）                               | 2,000    | 83         |                              |
| 2017年         | 15th World Scout Moot （第15回 世界スカウトムート）         | アイスランド     | ウルフリョゥスヴァトン（Ulfljotsvatn）           | 5,000    | 106        |                              |
| 2021年 →2022年 | 16th World Scout Moot （第16回 世界スカウトムート）（中止） | アイルランド     | マラハイド城                                     |          |            | ハンガリー                   |
| 2025年         | 16th World Scout Moot （第16回 世界スカウトムート）         | ポルトガル       | ブサキーニョ地域スカウトセンター                 |          |            | アゼルバイジャン（取り下げ） |
| 2029年         | 17th World Scout Moot （第17回 世界スカウトムート）         | 未定             |                                                  |          |            | アゼルバイジャン、台湾       |

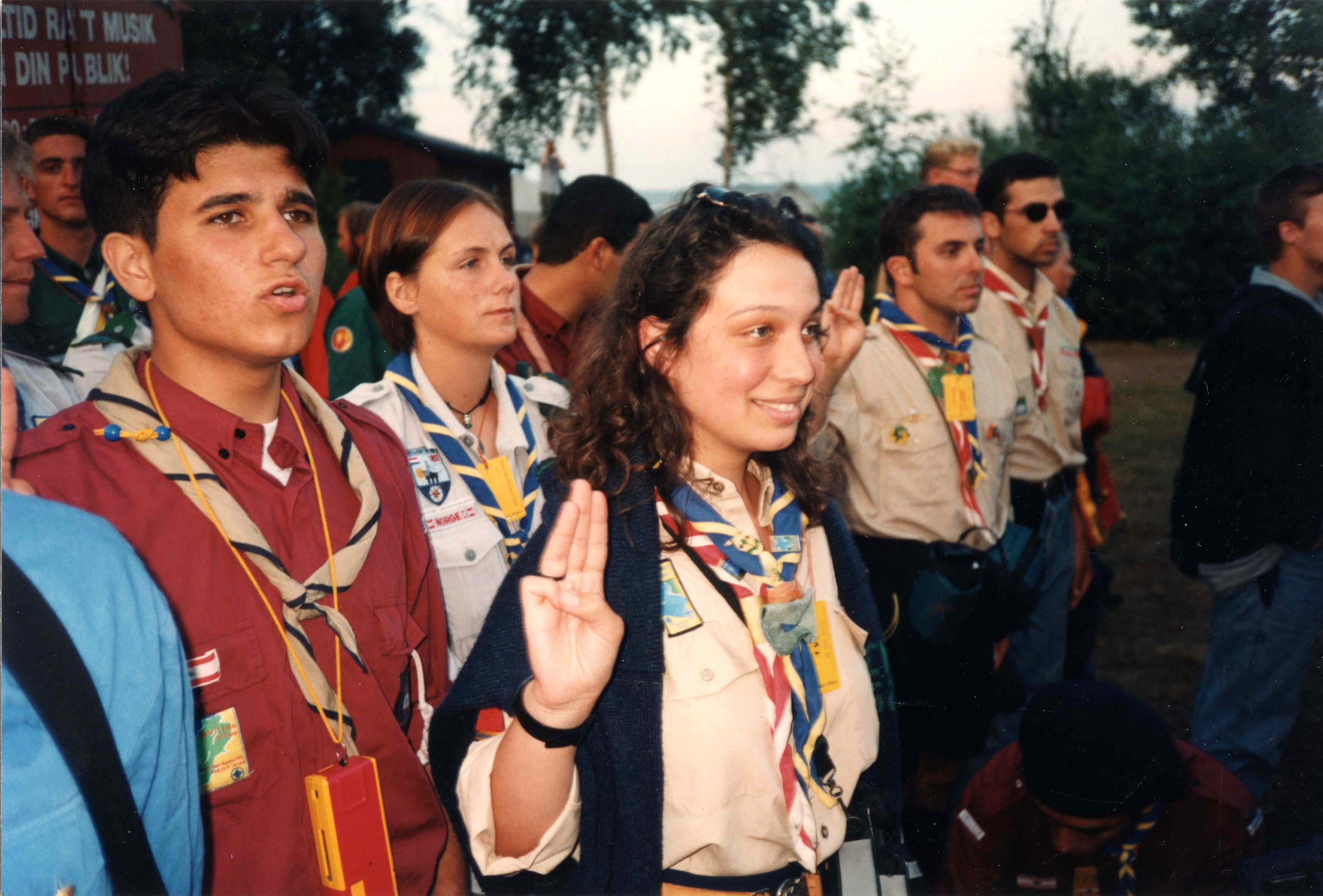
世界スカウトムート（スウェーデン、1996年）の各国のスカウト

日本連盟の公式Webサイトにおいて「世界スカウトムート」という日本語の大会名が定義されているのは第13回 世界スカウトムート開催以降である。